# Universidad Portátil
La Universidad Portátil es una institución en línea enfocada en descubrir, entrenar y conectar a nuevos talentos narrativos en español. Fue fundada en Buenos Aires, en enero de 2009, bajo el nombre de Escuela de Periodismo Portátil. En 2017 su fundador, el escritor Juan Pablo Meneses, diseña en la Universidad Stanford la transformación de la Escuela de Periodismo en una Universidad. Entre sus docentes han estado importantes plumas del periodismo narrativo en español, como Martín Caparrós, Leila Guerriero, Alma Guillermoprieto o Gabriela Wiener.
Como proyecto latinoamericano enfocado en promover nuevas voces narrativas en el idioma, es la institución organizadora del Premio Nuevas Plumas, un concurso de crónicas inéditas para autores de hasta 35 años.